# Perciformes
Els perciformes (Perciformes) són un ordre de peixos actinopterigis de la infraclasse dels teleostis que engloba a l'entorn d'un 40% de tots els peixos coneguts, i és l'ordre més nombrós de vertebrats. El nom Perciformes significa similar a una perca. Comprèn unes 7.000 espècies diferents, amb una gran diversitat de formes i mides. Van aparèixer i es van diversificar a la fi del període Cretaci. Presenten radis espinosos en les aletes, escates ctenoïdals i la bufeta natatòria sense comunicar amb l'esòfag.

## Taxonomia
La classificació dels perciformes és controvertida. Tal com s'ha definit tradicionalment els perciformes, es tracta d'un grup parafilètic.
- Subordre Percoidei
  - Superfamília Percoidea
    - Acropomatidae[2]
    - Ambassidae[3]
    - Apogonidae[4]
    - Arripidae[5]
    - Banjosidae[6]
    - Bathyclupeidae
    - Bramidae
    - Callanthiidae
    - Carangidae
    - Caristiidae
    - Centracanthidae
    - Centrarchidae
    - Centropomidae
    - Chaetodontidae
    - Coryphaenidae
    - Dichistiidae
    - Dinolestidae
    - Dinopercidae
    - Drepaneidae
    - Echeneidae
    - Emmelichthyidae
    - Enoplosidae
    - Epigonidae
    - Gerreidae
    - Glaucosomatidae
    - Grammatidae
    - Haemulidae
    - Inermiidae
    - Kuhliidae
    - Kyphosidae
    - Lactariidae
    - Leiognathidae
    - Leptobramidae
    - Lethrinidae
    - Lobotidae
    - Lutjanidae
    - Malacanthidae
    - Menidae
    - Monodactylidae
    - Moronidae
    - Mullidae
    - Nandidae
    - Nematistiidae
    - Nemipteridae
    - Notograptidae
    - Nototheniidae
    - Opistognathidae
    - Oplegnathidae
    - Ostracoberycidae
    - Pempheridae
    - Pentacerotidae
    - Percichthyidae
    - Percidae
    - Plesiopidae
    - Polycentridae
    - Polynemidae
    - Polyprionidae
    - Pomacanthidae
    - Pomatomidae
    - Priacanthidae
    - Pseudochromidae
    - Rachycentridae
    - Sciaenidae
    - Scombropidae
    - Serranidae
    - Sillaginidae
    - Sparidae
    - Terapontidae
    - Toxotidae

  - Superfamília Cirrhitoidea
    - Aplodactylidae
    - Cheilodactylidae
    - Chironemidae
    - Cirrhitidae
    - Latridae

  - Superfamília Cepoloidea
    - Cepolidae
- Subordre Elassomatoidei
  - Elassomatidae
- Subordre Labroidei
  - Cichlidae
  - Embiotocidae
  - Labridae
  - Odacidae
  - Pomacentridae
  - Scaridae
- Subordre Zoarcoidei
  - Anarhichadidae
  - Bathymasteridae
  - Cryptacanthodidae
  - Pholidae
  - Ptilichthyidae
  - Scytalinidae
  - Stichaeidae
  - Zaproridae
  - Zoarcidae
- Subordre Notothenioidei
  - Bathydraconidae
  - Bovichthyidae
  - Channichthyidae
  - Harpagiferidae
  - Nototheniidae
- Subordre Trachinoidei
  - Ammodytidae
  - Champsodontidae
  - Cheimarrichthyidae
  - Chiasmodontidae
  - Creediidae
  - Leptoscopidae
  - Percophidae
  - Pholidichthyidae
  - Pinguipedidae
  - Trachinidae
  - Trichodontidae
  - Trichonotidae
  - Uranoscopidae
- Subordre Blennioidei
  - Blenniidae
  - Chaenopsidae
  - Clinidae
  - Dactyloscopidae
  - Labrisomidae
  - Tripterygiidae
- Subordre Icosteoidei
  - Icosteidae
- Subordre Gobiesocoidei
  - Gobiesocidae
- Subordre Callionymoidei
  - Callionymidae
  - Draconettidae
- Subordre Gobioidei
  - Eleotridae
  - Gobiidae
  - Kraemeriidae
  - Microdesmidae
  - Odontobutidae
  - Ptereleotridae
  - Rhyacichthyidae
  - Schindleriidae
  - Xenisthmidae
- Subordre Kurtoidei
  - Kurtidae
- Subordre Acanthuroidei
  - Acanthuridae
  - Ephippidae
  - Luvaridae
  - Scatophagidae
  - Siganidae
  - Zanclidae
- Subordre Scombrolabracoidei
  - Scombrolabracidae
- Subordre Scombroidei
  - Sphyraenidae
  - Gempylidae
  - Trichiuridae
  - Scombridae
  - Xiphiidae
  - Istiophoridae
- Subordre Stromateoidei
  - Amarsipidae
  - Ariommatidae
  - Centrolophidae
  - Nomeidae
  - Tetragonuridae
  - Stromateidae
- Subordre Anabantoidei
  - Anabantidae
  - Belontiidae
  - Helostomatidae
  - Luciocephalidae
  - Osphronemidae
    - Trichogaster leeri
    - Sphaerichthys osphromenoides
- Subordre Channoidei
  - Channidae[7]

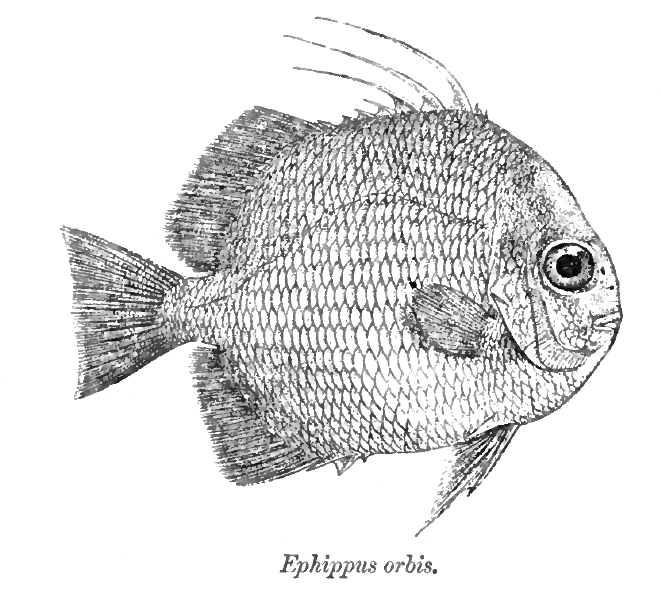
Ephippus orbis
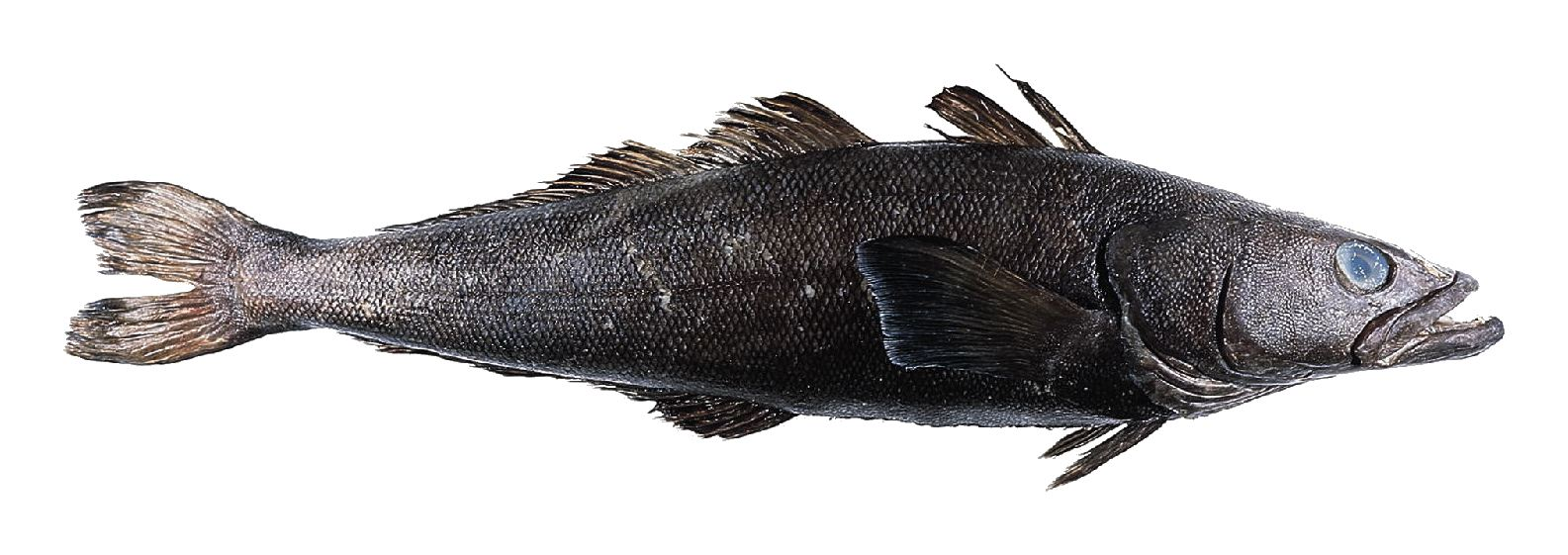
Nototènia negra (D. eleginoides)
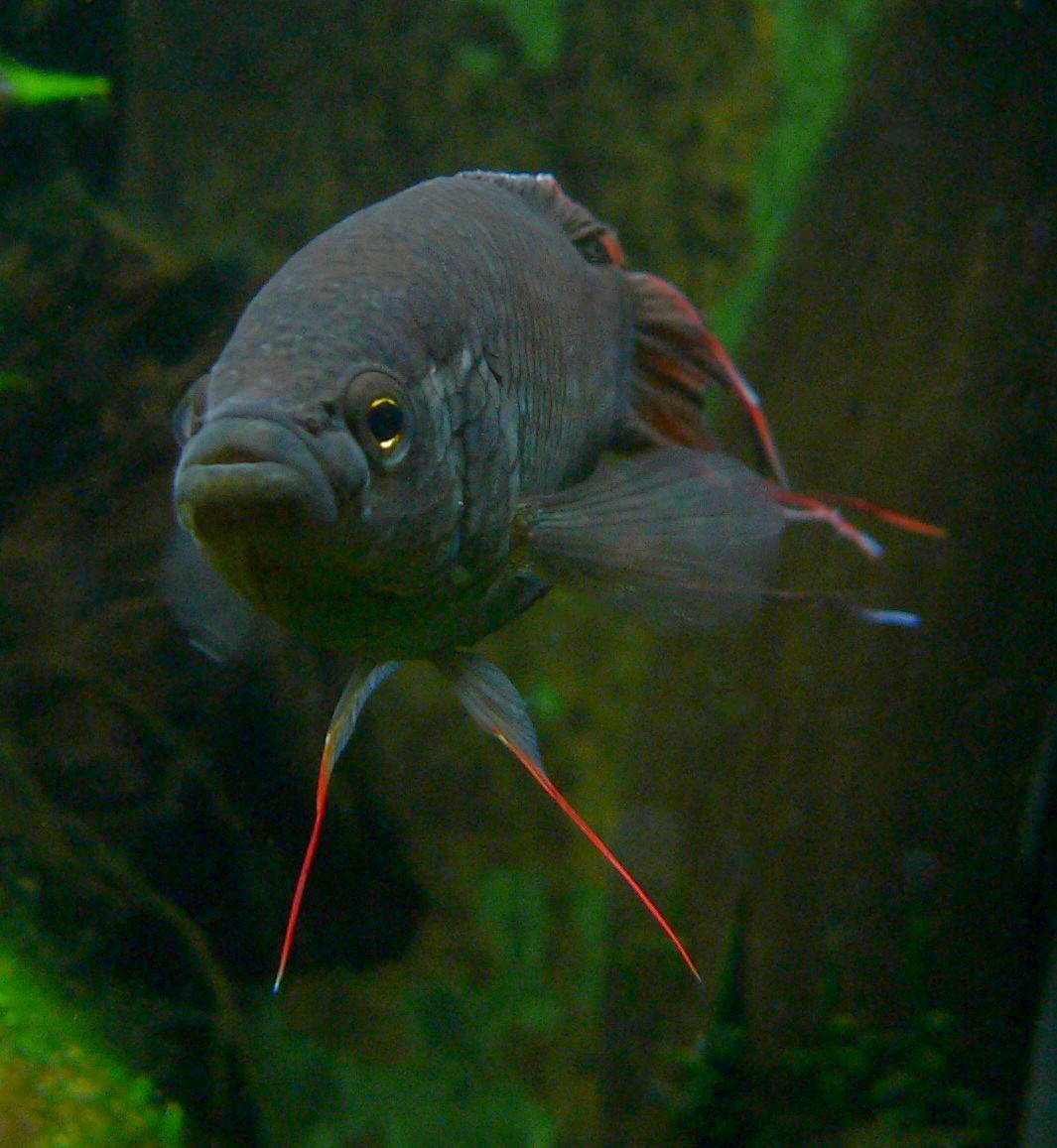
Macropodus erythropterus
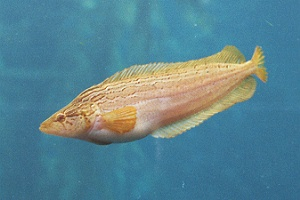
Heterostichus rostratus
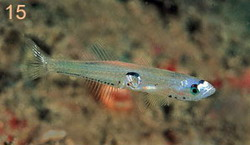
Llengüeta blanca (C. linearis)
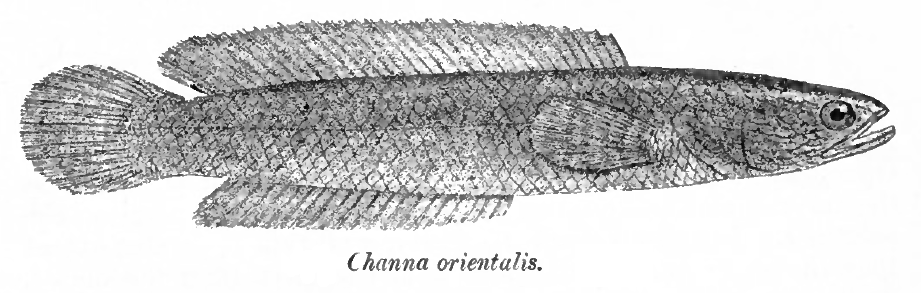
Channa orientalis
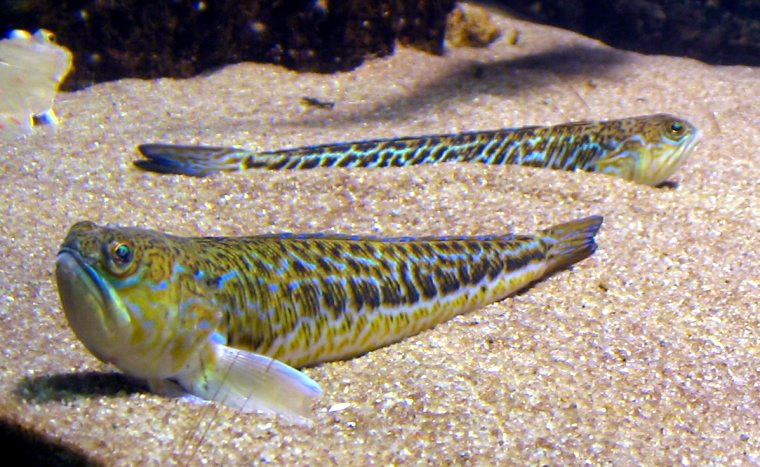
Aranya blanca (T. draco)
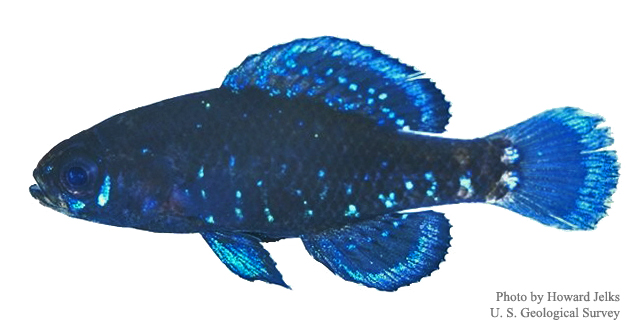
Elassoma okefenokee
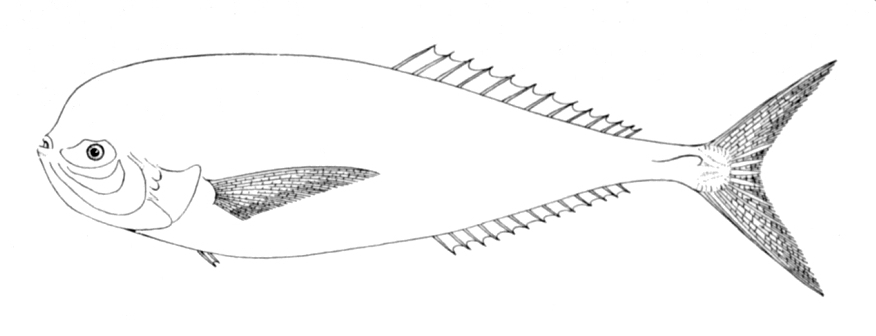
Luvar (L. imperialis)
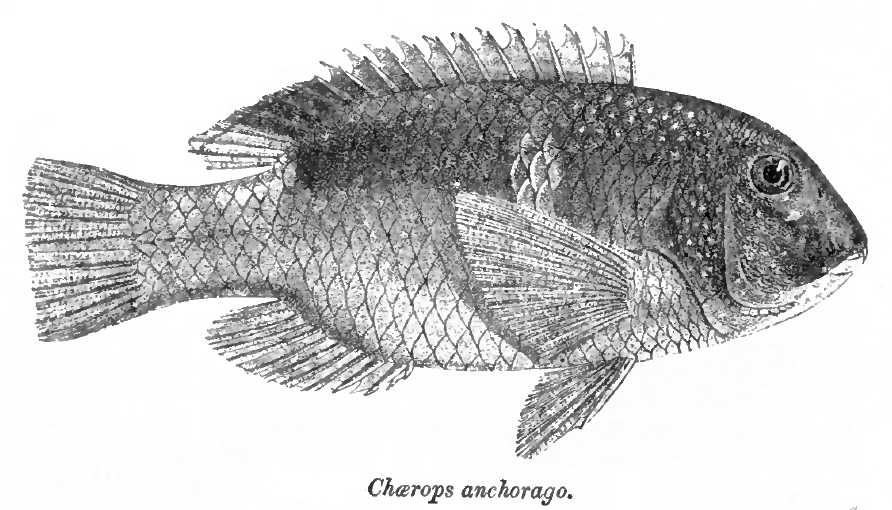
Choerodon anchorago
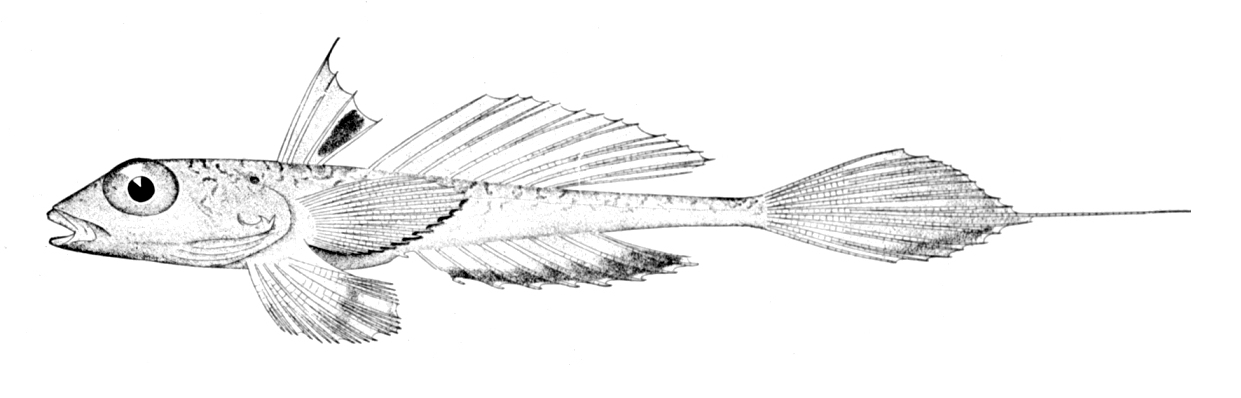
Foetorepus agassizii
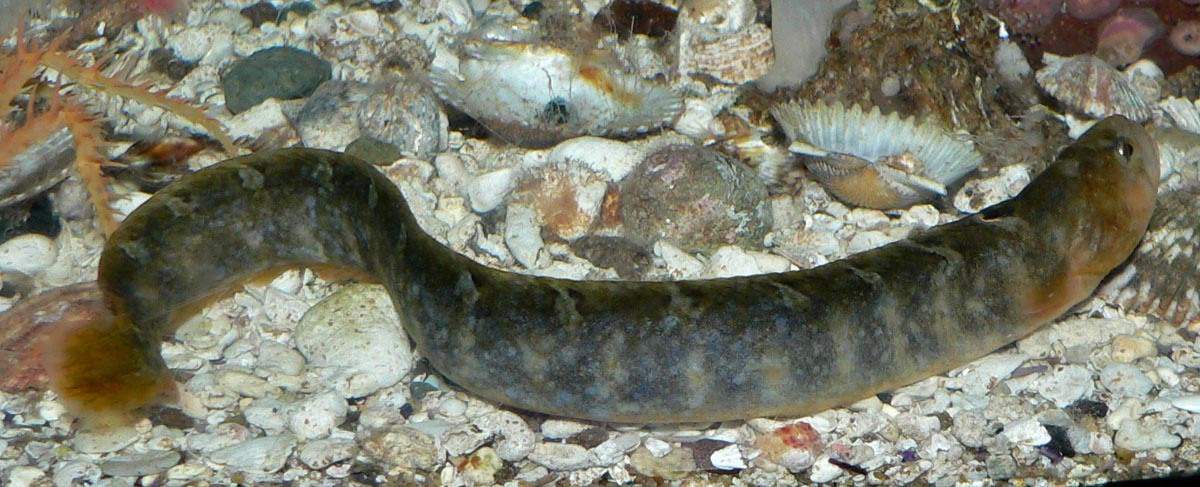
Pholis laeta
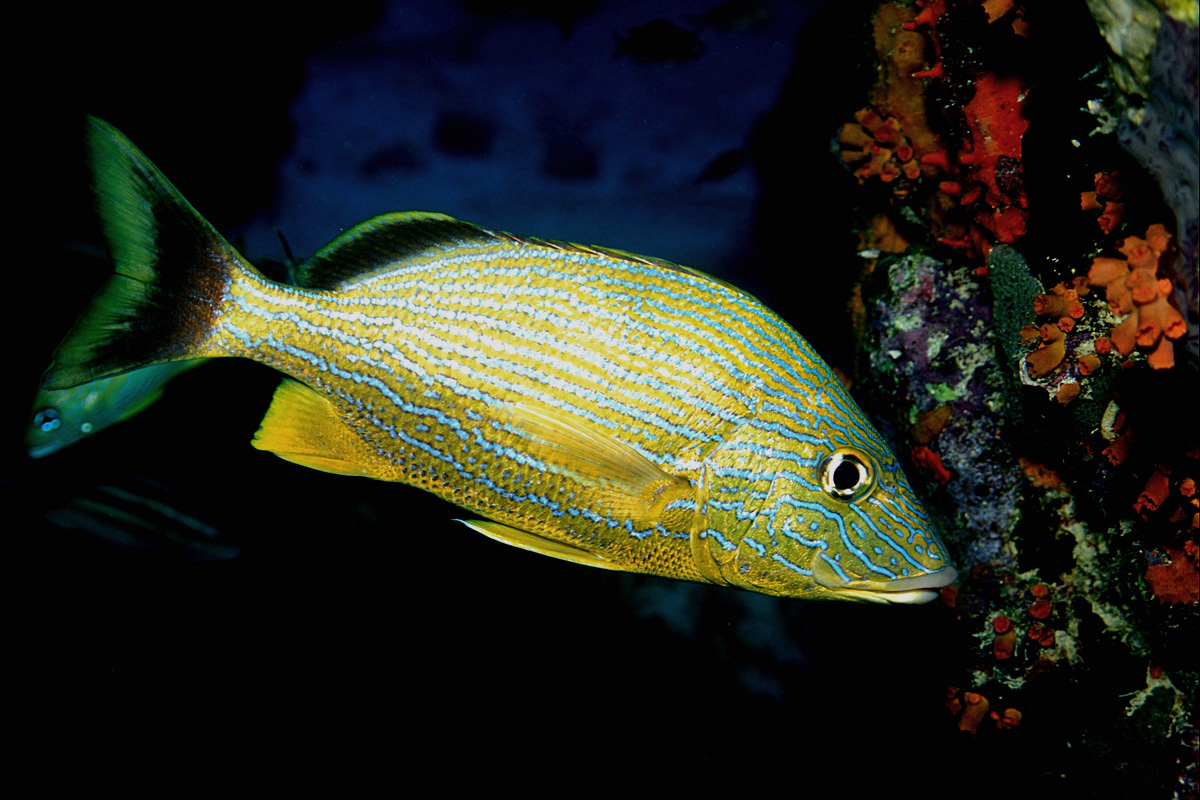
Haemulon sciurus
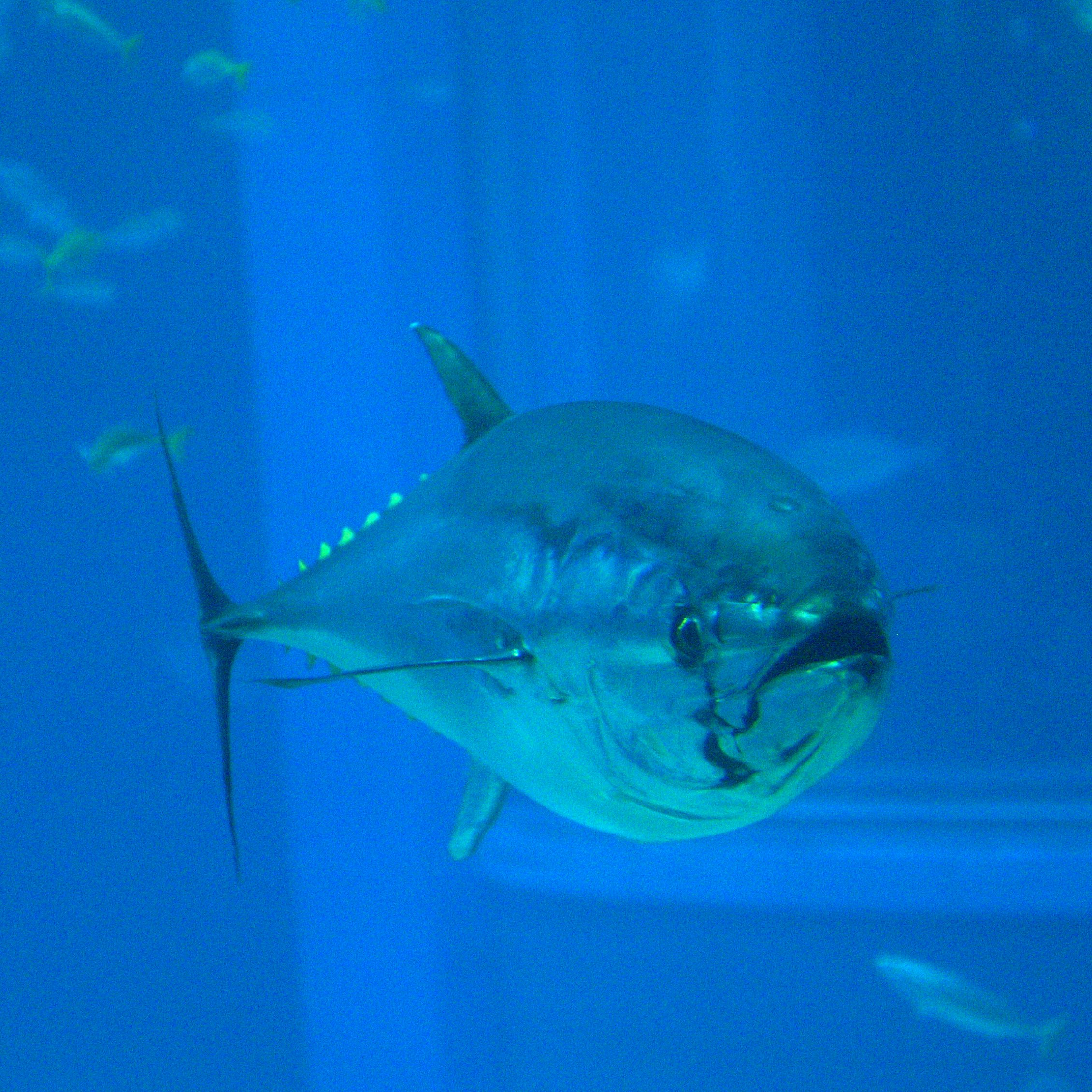
Thunnus orientalis
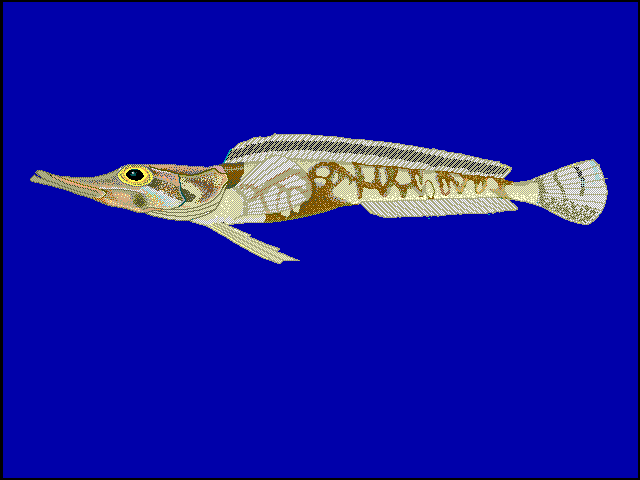
Cygnodraco mawsoni